# Ziekenhuis in Auschwitz
Het ziekenhuis in Auschwitz bestond uit een complex van ziekenhuizen en -boegen, revalidatiebarakken en operatiekamers in de concentratiekampen Auschwitz I, Auschwitz II - Birkenau en Auschwitz III - Monowitz in concentratiekampcomplex Auschwitz.
Op 27 april werd door Heinrich Himmler besloten een voormalige Poolse kazerne bij het dorp Auschwitz om te bouwen tot een concentratiekamp. Op 20 mei 1940 arriveerden dertig gevangengenomen Duitse criminelen om een begin te maken met deze ombouw; zij werden hierbij ondersteund door ongeveer driehonderd Joden uit het nabijgelegen dorp. In juni 1940 werd de eerste verpleegzaal opgezet in Auschwitz I, het basiskamp van het latere concentratiekampcomplex Auschwitz. De eerste patiënten waren Poolse gevangenen uit Tarnów die op 14 juni 1940 bij het eerste officiële gevangenentransport naar Auschwitz waren aangekomen en die bij aankomst medische verzorging nodig hadden.
In 1944 bestond het ziekenhuis in Auschwitz I uit verschillende blokken:
- Blok 19: het revalidatiecentrum
- Blok 20: het blok voor gevangenen met besmettelijke ziektes
- Blok 21: met de operatiekamer
- Blok 28: het blok voor interne geneeskunde

Met de groei van Auschwitz en de bouw van het vernietigingskamp Auschwitz II - Birkenau en werkkamp Auschwitz III - Monowitz werden ook in deze nieuwe kampen verzorgings-, verplegings en operatiefaciliteiten opgezet. 